# Argentinská (Praha)
Argentinská je dopravně významná ulice v Praze 7-Holešovicích, součást Severojižní magistrály, spojující Bubenské nábřeží s mostem Barikádníků. Její dolní část odděluje dolní Holešovice od prostoru nádraží Bubny.
Po celé délce jde o čtyřproudou směrově nerozdělenou komunikaci sloužící především tranzitní dopravě mezi centrem města a jeho severním okrajem.

## Historie a názvy
Ulice byla poprvé pojmenována v roce 1881 jako Jeronýmova podle Jeronýma Pražského, souputníka Jana Husa. V roce 1928 byla přejmenována na dnešní název podle argentinského dobytka, který se dovážel na porážku do tehdejších Ústředních jatek umístěných v Pražské tržnici, byť z hlediska objemu šlo pro jatky o nevýznamný podíl. Mezi lety 1940 a 1945 se ulice jmenovala Drážďanská. Během Pražského povstání byla ulice místem těžkých bojů, kdy se povstalci snažili zabránit postupu nacistických jednotek od mostu do centra Prahy. V letech 1946 až 1947 se ulice krátce jmenovala Partyzánská.
Úsekem severně od Plynární ulice vedla od roku 1936 tramvajová trať spojující trať v Plynární ulici s Vychovatelnou v Libni. Zanikla spolu s původním mostem Barikádníků a uvolnila prostor pro Severojižní magistrálu.